# Алкмеон (митологија)
Алкмеон (грч. Ἀλκμαίων) Амфијарајевје и Ерифилин син.

## Митологија
Кад је Амфијарај, против своје воље, кренуо са Седморицом на Тебу, заклео је Алкмеона да га освети.
Касније, у време другог похода на Тебу, додонско пророчиште је прорекло победу учесницима похода, али ако их Алкмеон буде предводио. Међутим, као и његов отац, и он је одбио да пође у рат. Али је онда Терсандар поткупио Хармонијиним пепелосом Алкмеонову мајку, Ерифилу, после чега је она наговорила Алкмеона да крене на Тебу.
У овом походу он је убио тебанског краља Лаодаманта, Етеокловог сина и први је ушао у град. После победе је Алкмеон извршио очев завет: убио је своју мајку, уз помоћ свог брата Амфилоха. Ерифила га је због тога проклела на самрти да га ни једна земља на свету не прихвати.
Због овог злочина су га гониле Ериније, а он је најпре побегао у Аркадију, а затим свом деди Оиклу и потом је отишао да тражи уточиште код псофидског краља Фегеја. Фегеј га је очистио од греха и за жену му дао своју кћи- Арсиноју или Алфесибеју. На венчању је Алкмеон супрузи подарио Хармонијин пеплос и огрлицу.
Међутим, знајући да га Ериније прогоне, није се ни ту могао скрасити, те је лутајући уточиште нашао у делти реке Ахелоја, која је била створена од наноса тек после клетве, те није спадала у тада поменуту клетву. Овде га је речни бог Ахелој оженио својом кћери Калиројом. Она му је родила синове Акарнана и Амфотера, и зажелела да њој подари Хармонијин пеплос и огрлицу. Да би то испунио, Алкмеон се морао вратити у Псофиду, где је умолио своју супругу Арсиноју да му дарове врати, под изговором да их жели посветити Аполону како би окајао матероубиство. Међутим, Фегеју је један од слуга рекао да је дознао да се Алкмеон поново оженио и да пеплос и огрлицу жели дати новој жени, након чега је овај наложио својим синовима да убију Алкмеона, што су они и учинили.
Када је Калироја чула да су јој мужа убили, замолила је Зевса да учини да јој синови брзо одрасту, како би осветили свог оца, што је Зевс услишио. Калиројини синови су убили синове краља Фегеја, и њега самог.
Мит о Алкмеону су обрадили Софокле и Еурипид у својим делима. Софокле је написао трагедију "Ерифила", а Еурипид две трагедије- Алкмеон у Коринту и Алкмеон у Псофиди. Софоклова трагедија није сачувана, а од Еурипидове су остали само фрагменти.